# ولسوالی شارستان
شارستان یا شهرستان یکی از ولسوالی‌های ولایت دایکندی در مرکز افغانستان است. جمعیت آن در سال ۱۳۹۹ (خورشیدی) ۸۰٬۷۴۰ نفر اعلام شده است. شارستان در قدیم بنام «سه پای» یاد می‌شد که بر اساس تقسیمات اداری جز حکومت کلان دایزنگی بود. در سال ۱۳۴۳ خورشیدی از حکمرانی دایزنگی جدا شده و به ولایت ارزگان ملحق گردید. در سال ۱۳۸۱ خورشیدی ولایت جدیدی دایکندی ایجاد شد و ولسوالی شارستان از توابع ولایت دایکندی قرار گرفت.

## نام
شارستان را به صورت نوشتاری شهرستان هم می‌نویسند، که گویا شهر است، اما در اصل شارستان شهر نیست بلکه سرزمین کوهستانی است و خود مردم محل به آن «شارستو» می‌گویند. به احتمال زیاد نام «شارستان» از لقب «شار» گرفته شده، جایی‌که شاران غرجستان سکونت داشتند، پادشاهان غرجستان در قدیم عنوان «شار» و «شیر» را داشتند.

## جغرافیا
ولسوالی شارستان، دارای مساحت تخمینی ۴۶۵۳ کیلومترمربع بوده، از شمال با ولسوالی اشترلی، از جنوب به ولسوالی گیزاب از غرب با نیلی مرکز ولایت دایکندی، از شرق با ولسوالی میرامور، و از جنوب شرق به ولسوالی اجرستان ولایت غزنی متصل است که دارای ۳۷۷ قریه می‌باشد، و قریه‌های گیرو آن مانند، چهارصد خانه، القو، آهنگر، مرغ‌سی، برگر، بردیز، میرغلام، بذک، اشتو، مملوق، جنگلک، چمه لق، چوچان، منگور و آشکارآباد است که به شرق گیرو موقعیت دارد. پیتاو شامل علاقه‌های، راباط، لرگر، الودال، بورلو، چهاراسپان، صرف، آمیج، ورس، القان و شیرو می‌باشد، قسمت پائین پیتاو را قریه‌های «دشت بله» بنام‌های مور، پالیج، خوجه چاشت، کته سنگ، غوچو، زردنی، غاف و میزو می‌نامند.

## اقتصاد
بادام از عمده‌ترین حصولات زراعتی و میوهٔ خشک شارستان بوده و هزاران باغدار، از این طریق امرار معاش می‌کنند. انواع بادام کفمل، کاغذی، ستاربایی و سنگک در این ولسوالی وجود دارد که بهترین آن کفمل می‌باشد چون پوست نازک دارد و با فشار دادن دست، جدا می‌شود. با آغاز ماه سنبله، مردم شارستان به سراغ جمع‌آوری بادام می‌روند و تا ختم این ماه، بادام را جمع کرده و در آغاز ماه میزان، بادام کم‌کم وارد بازار می‌گردد.
در ۲۹ سنبله ۱۳۹۹ (خورشیدی) فابریکه پروسس بادام ممتاز در این ولسوالی توسط سازمان آکسفام ساخته شد که قادر است در یک ساعت ۵۰۰ کیلوگرام بادام را پروسس کند.

## مردم‌شناسی
باشندگان این ناحیه را هزاره‌ها تشکیل می‌دهند.

### مردم شارستان (سه‌پای)
در شارستان بیشتر از ۲۴ قبیله ساکن اند بخشی مردم این ناحیه از آوارگان جنگ ارزگان، دایه و چوره و کمسون می‌باشند طوایف که به شارستان رفتند، باسی، اَخی، حیدر، پشتو، و پولاده هستند. طایفه بزرگ این منطقه، میرامور، غولَکَه و الودال اند که دارایی چندین شاخه و شعبه می‌باشند مانند شاخه نیازخانی، خوش‌آمدی، نوربیگ، عادل‌بیگ، میرغلام، نوک، پیکی، پرچی، بایبوغه، میرو، هوشتو، بیگ، سید احمد، مقصود و غیره هستند. سه‌پای از نام همین سه طایفه ای بزرگ گرفته شده، که تا سال ۱۳۱۷ ش ولسوالی شارستان بنام (سه‌پای دایزنگی) یاد می‌شد، قبر میرامور در برکر در فاصله سه کیلومتری دریایی هلمند است و اجداد آنها از زابلستان آمده بودند زابلستان مرکز اصلی هزاره‌ها در تاریخ است.

## شخصیت‌های تاریخی
- سردار محمدعظیم بیگ
- ابراهیم گاوسوار
- نجف بیگ شیران
- میر یوسف بیگ
- جنرال علی‌دوست خان هزاره